# HMS Empress of India
O HMS Empress of India foi um couraçado pré-dreadnought operado pela Marinha Real Britânica e a segunda embarcação da Classe Royal Sovereign. Sua construção começou em julho de 1889 no Estaleiro Real de Pembroke e foi lançado ao mar em maio de 1891, sendo comissionado na frota britânica em setembro de 1893. Era armado com uma bateria principal composta por quatro canhões de 343 milímetros montados em duas barbetas duplas, tinha um deslocamento carregado de mais de quinze mil toneladas e alcançava uma velocidade máxima de 17,5 nós.
O Empress of India teve uma carreira em sua maior parte tranquila. Ele começou sua serviço ativo atuando em casa como parte da Frota do Canal, sendo transferido em 1897 para a Frota do Mediterrâneo. Neste mesmo ano fez parte da Esquadra Internacional que interveio durante uma revolta em Creta. Permaneceu na região até 1901, quando voltou para casa e brevemente atuou como navio de defesa de costa antes de se tornar a capitânia da Frota Doméstica. Foi colocado na reserva em 1905 e tirado de serviço em 1912, sendo afundado como alvo de tiro em 4 de novembro de 1913.

## Características

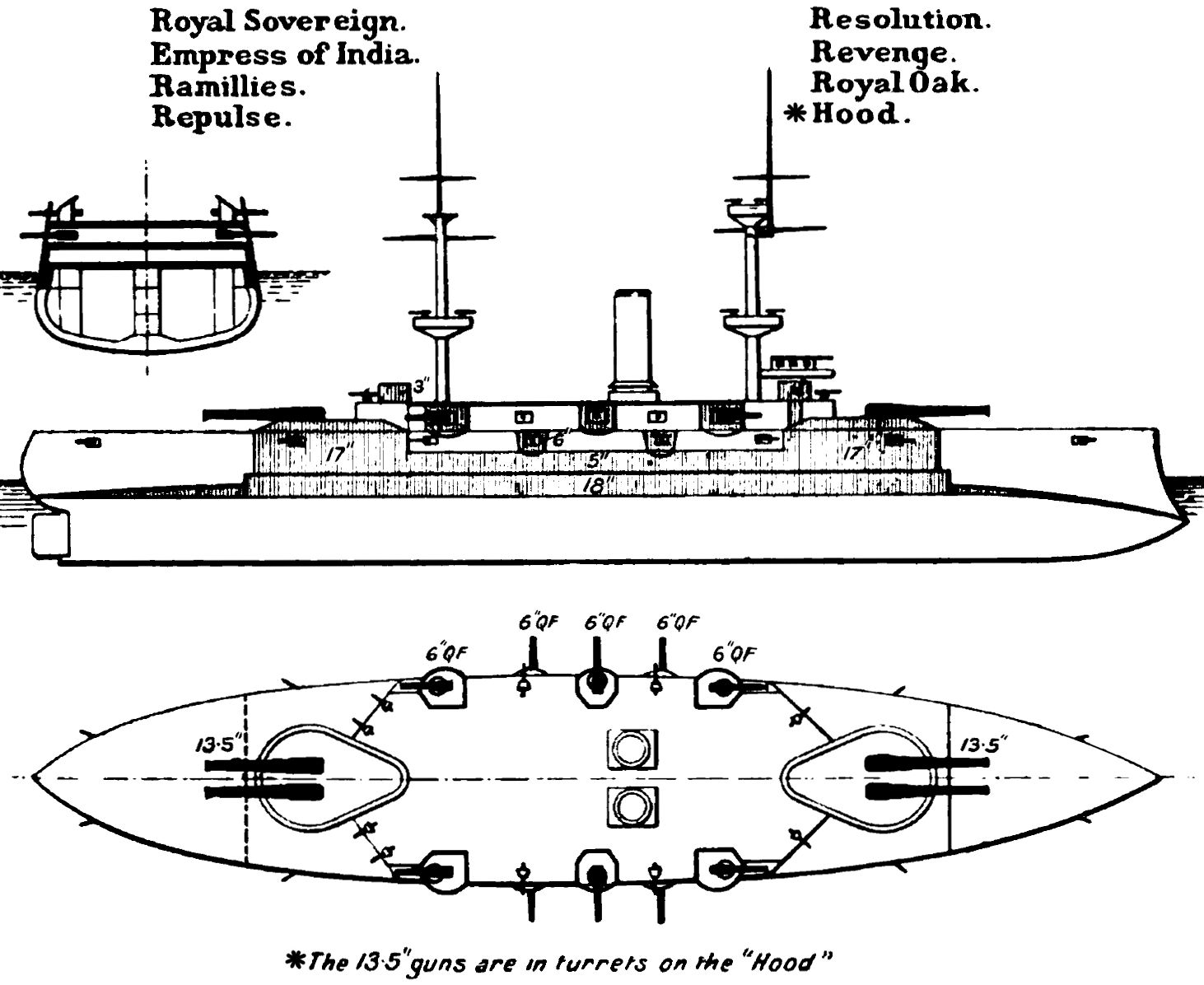
Desenho da Classe Royal Sovereign

O Empress of India tinha 125,1 metros de comprimento de fora a fora, boca de 22,9 metros e calado de 8,4 metros. Tinha um deslocamento normal de 14 380 toneladas e um deslocamento carregado de 15 830 toneladas. Seu sistema de propulsão era composto por oito caldeiras cilíndricas que alimentavam dois motores Humphrys & Tennant verticais de tripla-expansão com três cilindros. A potência total forçando-se as caldeiras era de 11 150 cavalos-vapor (8,2 mil quilowatts) para uma velocidade máxima de 17,5 nós (32,4 quilômetros por hora). Podia carregar até 1 443 toneladas de carvão para uma autonomia de 4 720 milhas náuticas (8 740 quilômetros) a dez nós (dezenove quilômetros por hora). Sua tripulação era composta por 670 oficiais e marinheiros.
O armamento principal era composto por quatro canhões calibre 32 de 343 milímetros montados em duas barbetas abertas, uma à vante e uma à ré da superestrutura. O armamento secundário tinha dez canhões calibre 40 de 152 milímetros em casamatas. A defesa contra barcos torpedeiros consistia em dezesseis canhões de 57 milímetros e doze canhões Hotchkiss de 47 milímetros. O navio também foi equipado com sete tubos de torpedo de 356 milímetros. O cinturão principal de blindagem tinha 356 a 457 milímetros de espessura, sendo fechado em cada extremidade por anteparas transversais de 356 a 406 milímetros. Acima ficava uma camada de proteção de 102 milímetros com anteparas oblíquas de 76 milímetros. As barbetas tinham 279 a 432 milímetros, enquanto as casamatas tinham 152 milímetros. O convés blindado tinha espessura de 64 a 76 milímetros. A torre de comando de vante tinha laterais de 305 a 356 milímetros e a torre de ré tinha 76 milímetros.

## Carreira
O Empress of India foi nomeado em homenagem a um dos títulos da rainha Vitória, sendo o único navio da Marinha Real Britânica a ter este nome. Foi encomendado sob o Ato de Defesa Naval de 1889 originalmente com o nome de Renown, com seu batimento de quilha ocorrendo em 9 de julho de 1889 no Estaleiro Real de Pembroke. Foi renomeado antes de seu lançamento ao mar, que ocorreu em 7 de maio de 1891. Foi batizado pela princesa Luísa Margarida, Duquesa de Connaught e Strathearn. Um dos trabalhadores do estaleiro morreu no dia seguinte quando um cabo se rompeu. O navio foi transferido para o Estaleiro Real de Chatham, onde foi finalizado em agosto de 1893 ao custo de 912 612 libras esterlinas.

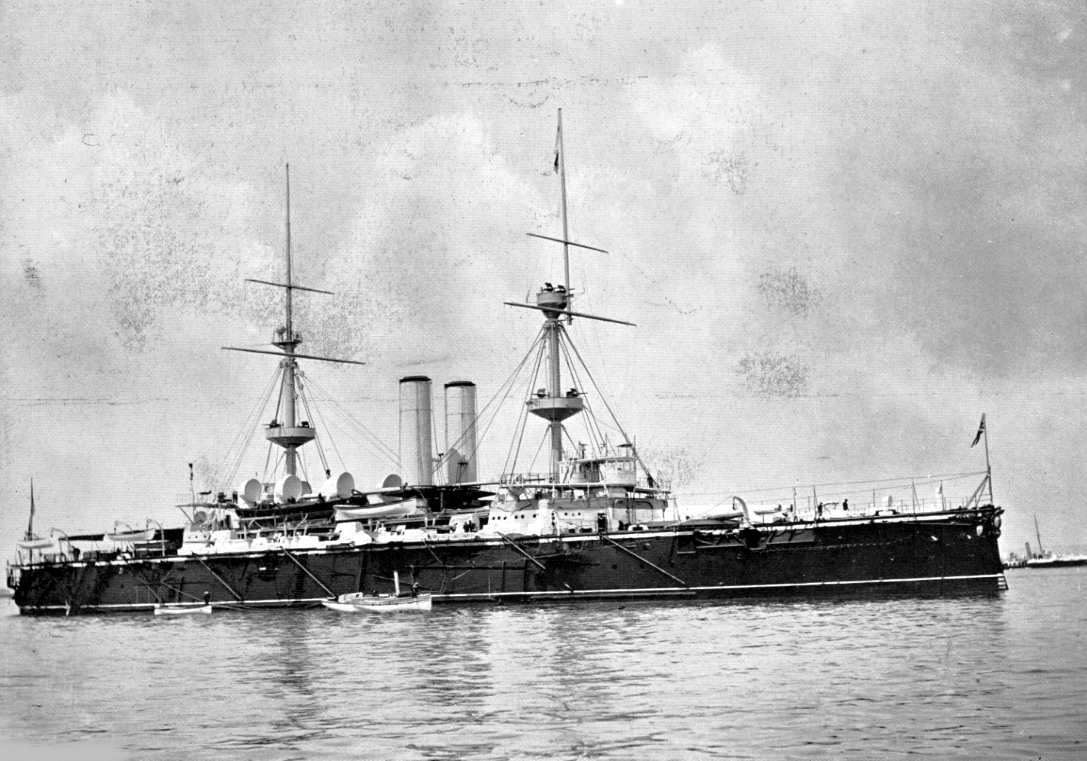
O Empress of India em 1897

O couraçado foi comissionado em 11 de setembro de 1893 e substituiu o ironclad HMS Anson como a capitânia do segundo em comando da Frota do Canal. Participou das manobras anuais da frota no Mar da Irlanda e Canal da Mancha entre 2 e 5 de agosto de 1894 como parte da "Frota Azul". Foi equipado com quilhas externas em algum momento do mesmo ano com o objetivo de reduzir seu balanço. O navio representou o Reino Unido na inauguração do Canal Imperador Guilherme na Alemanha em junho de 1895 na companhia de seus irmãos HMS Royal Sovereign, HMS Repulse e HMS Resolution. Deixou de ser uma capitânia em dezembro, sendo descomissionado em 7 de junho de 1897. Entretanto, foi recomissionado no dia seguinte para atuar na Frota do Mediterrâneo, mas antes de partir participou em 26 de junho de uma revista em celebração do jubileu de diamante da rainha Vitória em Spithead.
Chegou em Malta em agosto de 1897. Entre agosto e setembro de 1898 fez parte da Esquadra Internacional, uma força multinacional que interveio em uma revolta grega em Creta contra o Império Otomano. O capitão Henry Hart Dyke assumiu o comando em junho de 1899, sendo substituído pelo capitão John Ferris em 23 de outubro de 1900. O Empress of India foi substituído pelo couraçado HMS Implacable em 14 de setembro de 1901, partindo de Gibraltar no início do mês seguinte. Foi descomissionado em Devonport em 12 de outubro, mas recomissionado no dia seguinte sob o comando do capitão Henry Louis Fleet. Substituiu o ironclad HMS Howe em Queenstown como navio de guarda e capitânia do contra-almirante Edmund Jeffreys, comandante da estação do litoral da Irlanda. Uma grande reforma foi iniciada em março de 1902, durante a qual os canhões secundários no convés superior receberam casamatas.
O Empress of India foi designado para a Frota Doméstica em 7 de maio de 1902, servindo como sua capitânia no porto e como capitânia do segundo em comando quando a frota partia para o mar. Participou em 16 de agosto da revista naval em celebração da coroação do rei Eduardo VII, enquanto no final do mês navegou para a Irlanda a fim de recepcionar em Cork o cruzador blindado japonês Asama e o cruzador protegido Takasago, que estavam visitando o Reino Unido. O capitão Cecil Burney assumiu o comando 16 de setembro, mesmo dia em que o couraçado se tornou a capitânia do contra-almirante George Atkinson-Willes, sendo em comando da Frota Doméstica. Foi designado capitânia da Esquadra Doméstica, na época o núcleo navegante permanente da Frota Doméstica. O Empress of India serviu de capitânia da "Frota B" entre 5 e 9 de agosto de 1903 durante manobras combinadas da Frota Doméstica, Frota do Mediterrâneo e Frota do Canal próximas de Portugal, mas seu motor de bombordo quebrou por catorze horas e o navio precisou ser deixado para trás. Seu irmão HMS Royal Oak o substituiu como capitânia do segundo em comando da Frota Doméstica em 9 de maio de 1904.
Foi substituído pelo couraçado HMS Hannibal em 22 de fevereiro de 1905 e descomissionado no dia seguinte. Entretanto, foi recomissionado no mesmo dia e substituiu o couraçado HMS Barfleur como capitânia da Frota em Comissão em Reserva. Participou em julho de 1905 das manobras da Frota de Reserva. Foi substituído em setembro pelo cruzador protegido HMS Aeolus, mas foi recomissionado em 31 de outubro com uma tripulação mínima a fim de retomar deveres na Frota de Reserva. Em seguida passou por uma reforma até 1906. O Empress of India colidiu com o submarino HMS A10 em Plymouth em 30 de abril de 1906. A Frota de Reserva foi abolida em fevereiro de 1907 e o couraçado voltou para a Frota Doméstica como capitânia. Foi substituído nesta função em 25 de maio pelo cruzador protegido HMS Niobe. Foi recomissionado três dias depois como uma embarcação de serviço especial. Ele substituiu o Royal Oak em novembro de 1911 como navio-mãe das embarcações de serviço especial. A embarcação deixou Portsmouth em 2 de março de 1912 sob reboque pelo cruzador blindado HMS Warrior com destino a Motherbank, onde seria tirado de serviço em definitivo, mas colidiu com a barca alemã Winderhudder no caminho e precisou voltar a Portsmouth para reparos. Chegou em Motherbank em abril e foi descomissionado para aguardar desmontagem.

### Afundamento
O Empress of India foi usado em 4 de novembro de 1913 como um alvo de tiro em testes de artilharia na Baía de Lyme que tinham a intenção de dar a oficiais e tripulantes uma ideia do efeito de um projétil de verdade contra um alvo. Um objetivo secundário era observar os problemas causados por vários navios disparando contra o mesmo alvo ao mesmo tempo. O Empress of India ficou estacionário e o primeiro a atacá-lo foi o cruzador rápido HMS Liverpool, seguido pelos couraçados dreadnought HMS Orion e HMS Thunderer, depois pelo couraçado pré-dreadnought HMS King Edward VII e por fim pelos dreadnoughts Thunderer, HMS Neptune, HMS Vanguard e HMS King George V. O Empress of India estava às 16h45min "queimando furiosamente e afundando pela popa", naufragando às 18h30min. O navio afundou depois de ser atingido por 44 projéteis de 305 e 343 milímetros, porém havia a intenção de repetir os disparos a uma distância maior antes que isso acontecesse. O couraçado afundou de cabeça para baixo e algumas partes foram recuperadas por uma empresa de Jersey, que abriu um grande buraco lateral para remover um condensador. Os destroços podem ser visitados por mergulhadores.